# Alligator munensis
Alligator munensis — вимерлий вид алігаторів, що існував у четвертинному періоді у Таїланді. Описаний у 2023 році.

## Скам'янілості

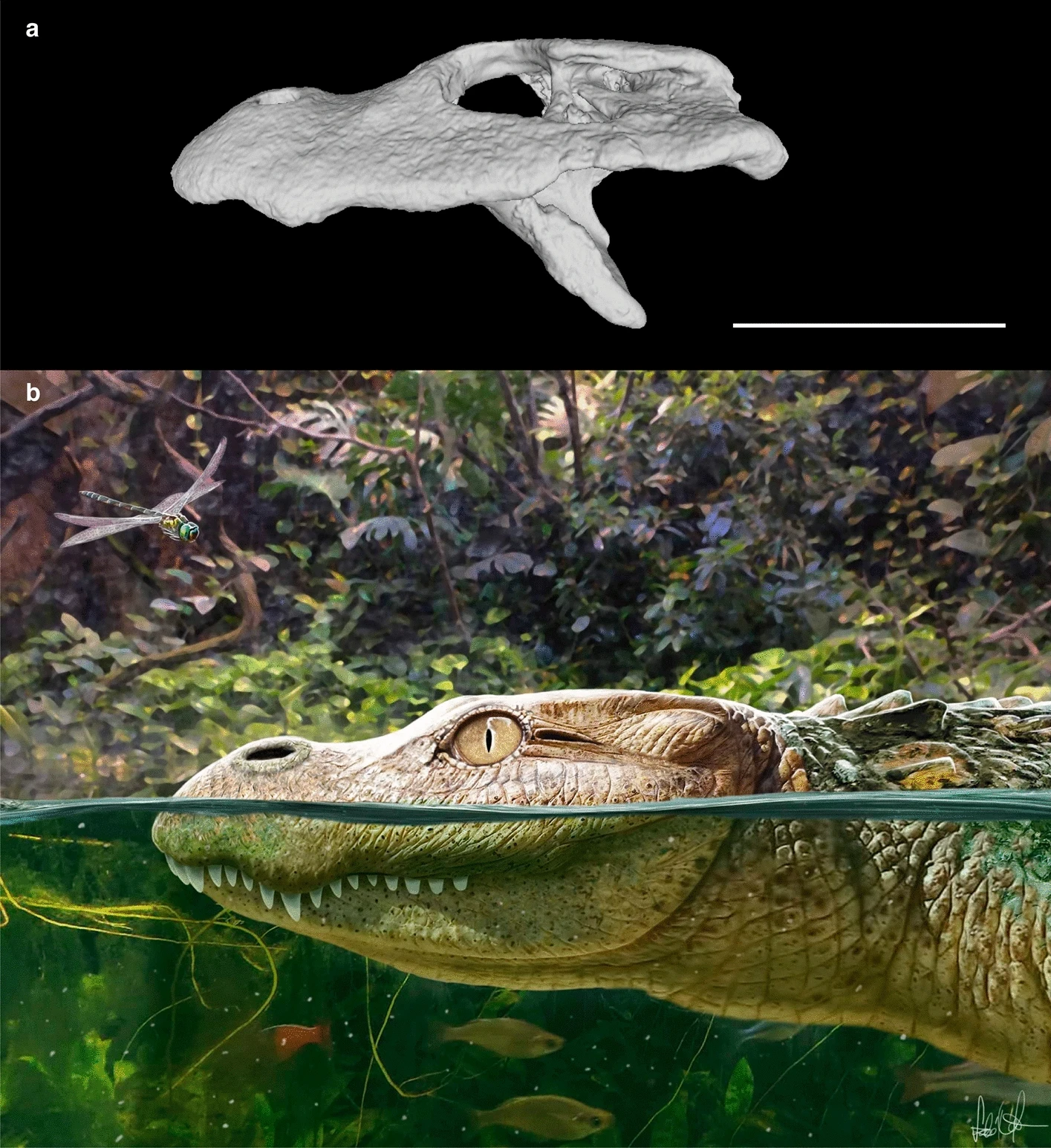

Череп крокодила виявлений у 2005 році у [четвертинний період[|четвертинних]] алювіальних відкладннях в селі Бан Сі Ліам на північному сході Таїланду. У 2011 році зразок віднесено до сучасного виду Alligator sinensis, хоча відзначено певні анатомічні відмінності. Оскільки череп потребував додаткової підготовки, детальний опис був неможливий до 2023 року, коли Дарлім і його колеги опублікували своє дослідження черепа. Використовуючи дані комп'ютерної томографії, Дарлім і його колеги змогли порівняти череп з Таїланду з матеріалом, впевнено віднесеним до Alligator sinensis, дійшовши висновку, що таїландський матеріал достатньо відрізняється, щоб віднести його до окремого виду.

## Назва
Видова назва Alligator munensis відноситься до річки Мун, яка розташована поблизу місця, де було знайдено скам'янілості цього виду.